# Alexandre de Éfeso
Alexandre de Éfeso (50–65 d.C) foi um cristão primitivo, onde foi um de dois professores heréticos de Éfeso, o outro foi Himeneu de Éfeso, estes eram contra Paulo e Timóteo, em questões cristãs, e se tornaram blasfemadores. Himineu e Alexandre foram os proponentes do antinomismo, a crença de que a moral cristã não era necessária, apenas a fé. Eles "colocaram a prova a fé e a boa consciência cristã, a qual, rejeitando, eles naufragaram na fé", conforme Paulo disse em 1 Timóteo 1:19. 

## Ligações Externas
- The Case of Eutychus, Christian Courier